# Первомайский район (Ижевск)
Первомайский район (удм. Нырысетӥез куартолэзь ёрос) — один из пяти внутригородских районов Ижевска.

## Географическое положение
Первомайский район находится на юго-востоке Ижевска.
Граничит:
- с Устиновским районом по улице Ленина;
- с Индустриальным районом по улице Ленина (от улицы 40 лет Победы до улицы Совхозная), далее по улице Совхозной (от улицы Ленина до улицы Мичурина), затем по улице Мичурина (от улицы Совхозная до улицы Фронтовая), далее по улице Фронтовая (от улицы Мичурина до улицы Ленина), затем вновь по улице Ленина (от улицы Фронтовая до улицы Карлутская набережная), далее по улице Карлутская набережная (от улицы Ленина до улицы Советская), затем по улице Советская (от улицы Карлутская набережная до улицы Коммунаров);
- с Октябрьским районом по улице Советская;
- с Ленинским районом по реке Иж;
- с Завьяловским районом Удмуртии.

## История
Район был образован Указом Президиума Верховного Совета РСФСР 7 февраля 1945 года.
3 марта 1952 года район вошёл в состав Азинского и Пастуховского районов Ижевска. 23 мая 1962 года был вновь образован Первомайский район.

## Население
| 1970     | 1979     | 1989     | 2002     | 2009     | 2010     | 2012     |
| -------- | -------- | -------- | -------- | -------- | -------- | -------- |
| 109 409  | ↗109 974 | ↗121 316 | ↗126 806 | ↘124 627 | ↘124 598 | ↗125 088 |
| 2013     | 2014     | 2015     | 2016     | 2017     | 2018     | 2019     |
| ↗125 403 | ↗125 708 | ↗126 179 | ↗126 248 | ↗126 431 | ↗126 509 | ↗126 969 |
| 2020     | 2021     |          |          |          |          |          |
| ↘126 396 | ↘119 101 |          |          |          |          |          |

## Жилые микрорайоны
| Жилой район | Примечание                                                          |
| ----------- | ------------------------------------------------------------------- |
| Аэропорт    | Носит неофициальное название «Старый Аэропорт»                      |
| Воткинский  | Назван по близкому расположению к Воткинской железнодорожной линии. |
| Ипподромный |                                                                     |
| Позимь      |                                                                     |
| Ракетный    |                                                                     |
| Центральный |                                                                     |
| Южный       |                                                                     |

## Экономика
Первоначально застройка района начиналась от заводской плотины, левобережья реки Иж до впадения в неё реки Позимь с притоками Карлутка, Чемошур и Люллинка. По площади район уступал Ждановскому и превосходил остальные. В районе проживала 41 тысяча человек, 20,3 % к составу населения города, функционировало свыше 100 предприятий и учреждений, 8 школ, 2 ВУЗа и 2 техникума, 14 лечебных точек, 13 магазинов. Указания о площади района в письменных и архивных источниках отсутствуют. В марте 1952 года Октябрьский и Первомайский районы были упразднены. Территориально они вошли в состав Пастуховского и Азинского районов. В то время считалось, что укрупнение их в административном и финансовом отношениях станет объективным поводом в развитии экономики, образования и культуры. Однако практика показала обратное, и уже через 8 лет, управление городом проходило по безрайонному принципу. Безрайонное управление городом продолжалось свыше двух лет.
Постановление Президиума Верховного Совета УАССР от 3 мая 1962 года и Указом Президиума Верховного Совета РСФСР от 23 мая того же года были образованы Ленинский, Октябрьский, Первомайский и Индустриальный районы. По сравнению с предыдущим, Первомайский район значительно сократился за счет его северной части. Несмотря на территориальное сокращение в Первомайском районе, численность живущих здесь постоянно увеличивалась, обычно за счет переселенцев из сельской местности.
В эти годы в районе действовало 45 крупных предприятий. Среди них районообразующие — Ижевский механический завод и Ижнефтемаш, 2 хлебозавода и хлебомакаронный комбинат. Работали 2 автоколонны: 2 и 5.
В 1956 году был построен автовокзал в районе Сенного рынка. Ещё через два года район обогатился на одну здравницу — санаторий Металлург — начал свою деятельность. Курсировал общественный транспорт — автобусы и трамваи, в 1969 году появился новый вид транспорта — троллейбус.
В 1967 году открылся Дворец культуры Октябрь.
Гордостью района был цирк, построенный в 1943 году, на 1811 мест (архитектор П.М. Попов). Сегодня его почетное место занимает новый Государственный цирк Удмуртской Республики.

## Социально-экономическое развитие
Основную площадь района занимает жилая застройка, которая включает 805 многоквартирных 4200 индивидуальных жилых домов. В том числе крупнейшие микрорайоны многоэтажной застройки «А10», «А11» жилого района «Аэропорт», в которых, в соответствии с Генеральным планом города Ижевска, планируется продолжение жилищного строительства.
Протяженность автомобильных дорог местного значения Первомайского района, закрепленных с целью обслуживания за специализированными организациями и Администрацией Первомайского района — 236 км.
На территории Первомайского района получили развитие машиностроительная, нефтедобывающая, легкая и пищевая промышленность, строительная индустрия, функционируют два самых крупных торговых рынка города.
Первомайский район хорошо обеспечен всеми объектами социальной инфраструктуры. В районе функционируют 14 учреждений здравоохранения, 37 дошкольных образовательных учреждений, 22 школы , 5 учреждений дополнительного образования, Центр трудовой реабилитации подростков, Центр социального обслуживания населения № 1.
В районе 2 детских школы искусств, 5 библиотек, Национальный центр декоративно-прикладного искусства, музей Ижмаш, Государственный цирк Удмуртии, Государственный русский драматический театр Удмуртии, киноцентр Дружба.
На территории Первомайского района действуют ряд крупных предприятий, в том числе Ижевский механический завод, ОАО «Ижнефтемаш», ФГУП «УССТ-8», ОАО «Ижевский хлебозавод № 2», Ижевская трикотажная фабрика ЗАО «Сактон», с 2006 г. ООО «Пастарель»(Ижевский хлебомакаронный комбинат), Муниципальное Унитарное Предприятие «Ижгорэлектротранс»
В 2009 году объём отгруженных товаров, выполненных работ и услуг предприятиями и организациями района составил 22,3 млрд рублей. Структура:
- 47 % — производство и распределение электроэнергии, газа и воды
- 24 % — обрабатывающие производства
- 11 % — транспорт и связь
- 8 % — строительство[18].

## Транспорт
Трамвай
Улица Карла Маркса № 1, 3, 5, 9, 12.

Улица Ленина № 2, 3, 4, 5, 8, 10, 11, 12.

Улица Орджоникидзе № 2, 3, 4, 8, 11.
Троллейбус
Улица Максима Горького № 6, 6д, 9.

Улица Карла Либкнехта № 6, 6д, 10, 14.

Улица Советская № 1, 4, 4д, 7.

Улица Воровского № 2, 4, 4д, 6, 6д, 10, 14.

Улица Промышленная № 2, 4, 4д, 6, 6д, 10.

Улица Орджоникидзе № 2, 4, 4д, 6, 6д, 10.

Улица 40 лет Победы № 2, 4д, 6д, 10.

Улица Первомайская № 2, 4д, 6д, 7, 10.
Автобус
Улица Карла Маркса № 19, 22, 25, 49.

Проезд Железнодорожный и улица Маркина № 15, 15к.

Улица Чугуевского № 19, 22, 25, 39, 49.

Улица Промышленная № 25, 49, 68, 301, 304.

Улица Орджоникидзе № 25, 49, 68, 301, 304, 344.

Улица Камбарская № 301, 304, 344.

Улица 40 лет Победы № 25, 49.

Улица Первомайская № 25, 39, 49.

Улица Воровского № 25, 45, 301, 304.

Улица Карла Либкнехта № 19, 15, 15к, 22, 25, 39, 45, 50, 53.

Улица Красноармейская № 15, 15к, 25.

Улица Пушкинская № 19, 22, 39, 301, 304.

Улица Удмуртская № 22, 50, 53.

Улица Ленина № 10, 27, 28, 29, 31, 18, 40, 45, 52, 321, 331, 344.

Улица Советская № 10, 12, 12к, 26, 27, 28, 40, 45.

Улица Медведевская (Медведево)№ 2.

Улица Аграрная (Совхоз Металлург) № 41.

Улица Люллинская (Люлли) № 6.